# Kusaghe
Le kusaghe (ou kusage ou kushage) est une des langues de Nouvelle-Irlande, parlée par 2 400 personnes, dans la Province occidentale, au nord de la Nouvelle-Géorgie. Elle est proche du roviana.